# Raionul Korop, Cernihiv
Korop (în ucraineană Коропський район, transliterat: Koropskîi raion) este un raion în regiunea Cernigău, Ucraina. Reședința sa este așezarea de tip urban Korop.

## Demografie
Componența lingvistică a raionului Korop
     Ucraineană (97,8%)
     Rusă (2,02%)
     Alte limbi (0,11%)
Conform recensământului din 2001, majoritatea populației raionului Korop era vorbitoare de ucraineană (97,8%), existând în minoritate și vorbitori de rusă (2,02%).